# پارچمنت (میشیگان)
پارچمنت، میشیگان (به انگلیسی: Parchment, Michigan) یک شهر در ایالات متحده آمریکا با جمعیت ۱٬۸۰۴ نفر است که در میشیگان واقع شده‌است.

## موقعیت جغرافیایی
موقعیت جغرافیایی شهرها و مناطق اطراف به شرح زیر است: